# Liotina
Liotina is een geslacht van weekdieren uit de klasse van de Gastropoda (slakken).

## Soorten
- Liotina crassibasis E. A. Smith, 1880
- Liotina crenata (Kiener, 1838)
- Liotina cycloma Tomlin, 1918
- Liotina fijiensis Pilsbry, 1934
- Liotina hermanni Dunker, 1869
- Liotina montamarina Okutani, 2001
- Liotina peronii (Kiener, 1838)
- Liotina semiclathratula Schrenck, 1862
- Liotina solidula (Gould, 1859)
- Liotina tantilla A. Adams, 1863
- Liotina turua Maxwell, 1978 †